# Castel Frentano
Castel Frentano es un municipio italiano situado en la provincia de Chieti, en Abruzos. Tiene una población estimada, a fines de julio de 2024, de 4236 habitantes.

## Evolución demográfica
| Gráfica de evolución demográfica de Castel Frentano entre 1861 y 2024 |
|                                                                       |
| Fuente: ISTAT - Elaboración gráfica de Wikipedia                      |